# Біографічна енциклопедія астрономів
Біографічна енциклопедія астрономів (англ. Biographical Encyclopedia of Astronomers) — енциклопедія, що складається з біографій астрономів і космологів. Видається під керівництвом Томаса Гокі. Перше видання вийшло у 2007 році, друге — у 2014 році. У 2017 році відзначена книжковою премією Остерброка.

## Зміст
Перше видання містить майже 1500 біографій, друге — понад 1800. У роботі над книгою взяли участь близько 400 авторів. Статті відносно короткі (від 100 до 1500 слів). Книга охоплює всю історію астрономії від античності до початку XX століття. За верхню межу дати народження науковців для включення в книгу взято 1918 рік (останній — Жерар де Вокулер).
Для вчених, які також зробили внесок в інші науки — і іноді відоміші цим, — біографія в книзі зосереджена на їхньому внеску в астрономію.
Для найвідоміших науковців, про чиї біографії є багато інформації, автори вирішили обмежити розмір статей, вважаючи зайвим повторювати те, що вже є в інших довідниках. Натомість деякі значно менш відомі астрономи отримали довші статті.

## Відгуки
Майкл Госкін говорить: «Це буде корисна довідкова робота […] головним чином для отримання інформації про недавніх астрономів і про менш відомих осіб минулого, які не були включені до DBS», а також згадує, що «Записи, що стосуються астрономів з арабо-мусульманського світу, є особливо корисними, за цей розділ відповідає Джаміль Рагеп».
Ноель Свердлов уточнює, що «Статті про астрономів з арабо-мусульманського світу всі однаково чудові. […] Серед авторів — деякі з найкращих фахівців з арабської астрономії та математики, і багато з цих статей доповнюють або навіть замінюють матеріали DBS та Енциклопедії ісламу, оскільки за останні тридцять років було проведено так багато оригінальних досліджень».

## Нагороди
- 2017: Книжкова премія Остерброка[en][4]

## Видання
- Thomas Hockey (2007). Biographical Encyclopedia of Astronomers. New York: Springer. с. 1348. ISBN 978-0-387-31022-0.
- Thomas Hockey (2014). Biographical Encyclopedia of Astronomers. New York: Springer. ISBN 978-1-4419-9916-0.